# Plocoglottis glaucescens
Plocoglottis glaucescens är en orkidéart som beskrevs av Rudolf Schlechter. Plocoglottis glaucescens ingår i släktet Plocoglottis och familjen orkidéer.

## Underarter
Arten delas in i följande underarter:
- P. g. cleistogama
- P. g. glaucescens